# Ingrid Nestle

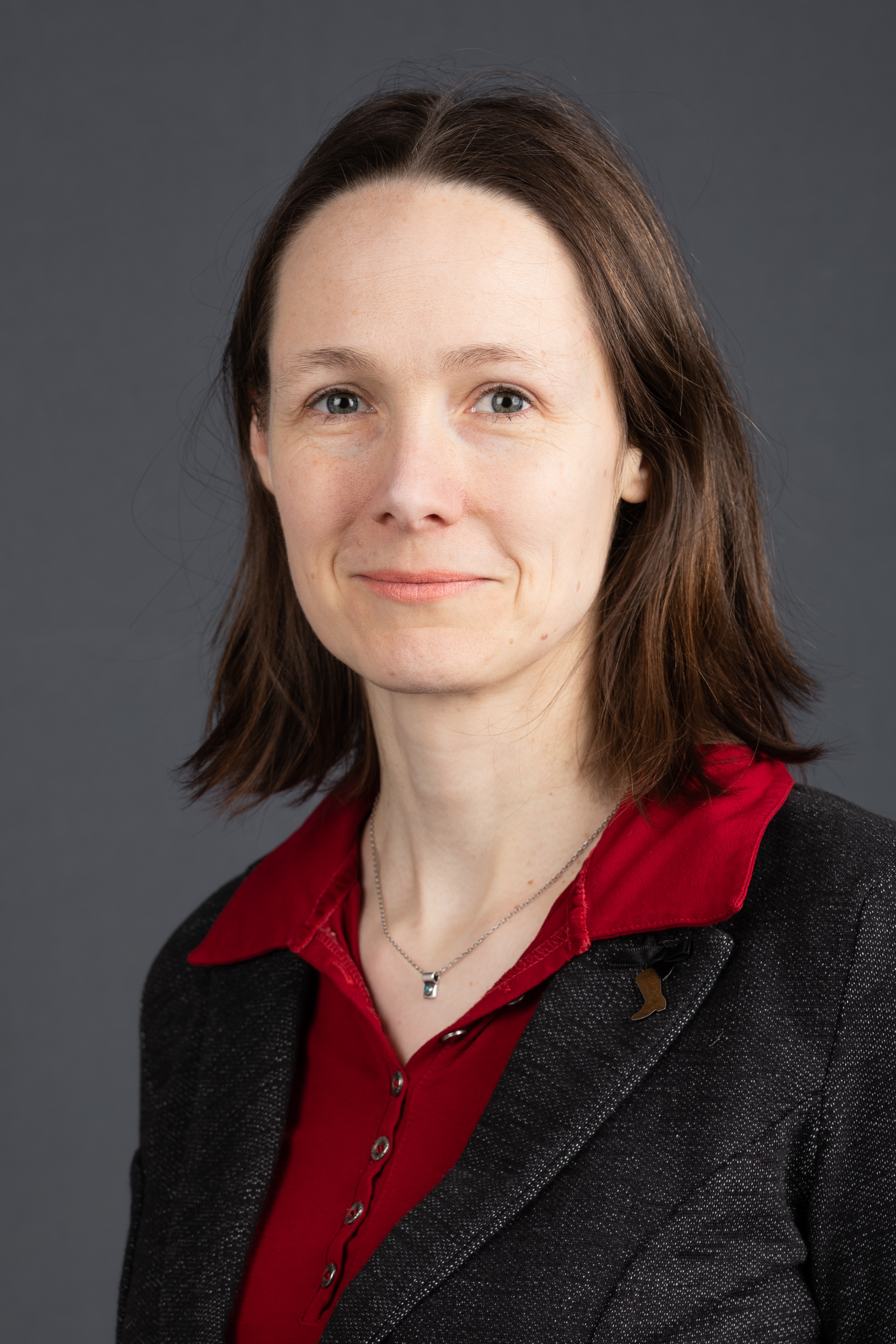
Ingrid Nestle (2020)

Ingrid Nestle (* 22. Dezember 1977 in Schwäbisch Gmünd) ist eine deutsche Politikerin (Bündnis 90/Die Grünen) und Wirtschaftsingenieurin. Sie war von 2009 bis 2012 und  2017 bis 2025 Mitglied des Deutschen Bundestags. Von 2012 bis 2017 war Nestle im Kabinett Albig Staatssekretärin im Ministerium für Energiewende, Umwelt, Landwirtschaft und ländliche Räume in Schleswig-Holstein.

## Berufliche Laufbahn
Von 1998 bis 2003 studierte Nestle Energie- und Umweltmanagement an der Universität Flensburg. 2000 absolvierte sie ein Praxissemester im Bundesumweltministerium und war Mitglied der deutschen Delegation bei der globalen Klimakonferenz in Den Haag, 2001 folgte ein Auslandssemester in Granada. Nach ihrem Diplom war sie von 2004 bis 2009 in Flensburg wissenschaftliche Mitarbeiterin im Bereich Umwelt- und Energiepolitik und Energieökonomie. Zwischen 2004 und 2012 forschte sie an den Universitäten Flensburg und Cambridge und wurde 2013 mit einer klimaökonomischen Arbeit promoviert.

## Politische Karriere

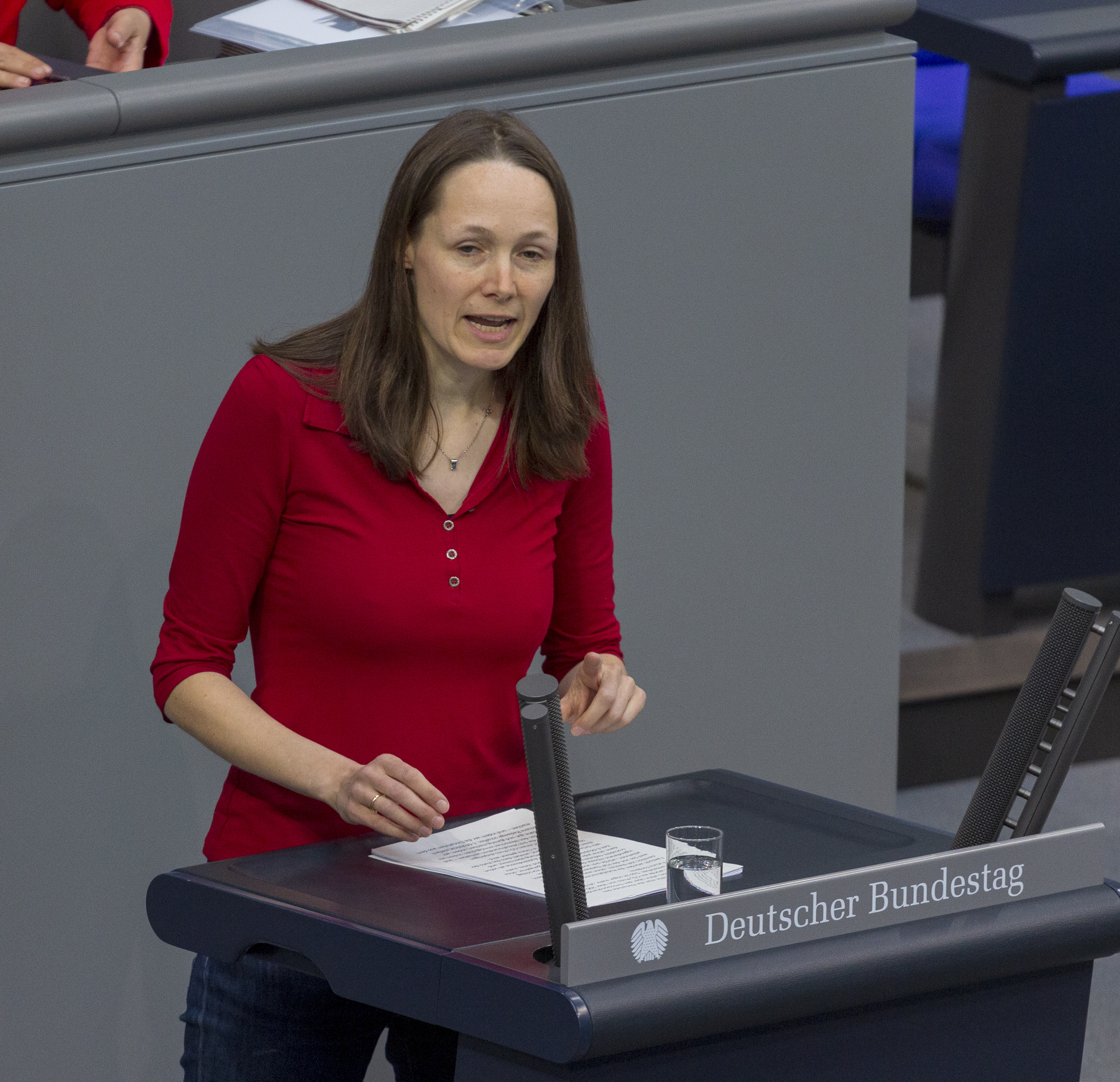
Ingrid Nestle 2019 im Deutschen Bundestag

Während ihres Studiums war Nestle Fachschaftsvertretung und engagierte sich in der Naturschutzjugend. 2001 trat sie den Grünen bei. Von 2003 bis 2005 war sie Mitglied des Kreisvorstandes der Grünen in Flensburg, ab 2004 auch Vorstandssprecherin. Zudem war sie 2004 und 2005 Sprecherin der Grünen Jugend Schleswig-Holstein. Zur Landtagswahl am 20. Februar 2005 kandidierte sie auf Listenplatz 9 für Bündnis 90/Die Grünen. Im Wahlkampf führte sie damals eine eigene landesweite Kampagne zum Dialog mit Nichtwählern durch. Von 2005 bis 2007 war Nestle Sprecherin der Bundesarbeitsgemeinschaft Energie.
Bei der Bundestagswahl 2009 kandidierte sie als Direktkandidatin im Wahlkreis 1 Flensburg – Schleswig und als Spitzenkandidatin auf der Landesliste Schleswig-Holstein. Von Oktober 2009 bis zum 14. Juni 2012 war sie Mitglied des 17. Bundestages. Dort war sie Sprecherin für Energiewirtschaft der Fraktion Bündnis 90/Die Grünen, ordentliches Mitglied im Wirtschaftsausschuss und stellvertretendes Mitglied im Ausschuss für Verkehr und digitale Infrastruktur.
2012 legte sie ihr Mandat nieder, um im Kabinett Albig Staatssekretärin im Ministerium für Energiewende, Umwelt, Landwirtschaft und ländliche Räume in Schleswig-Holstein zu werden.
Bei der Bundestagswahl 2017 kandidierte Nestle als Direktkandidatin im Wahlkreis Steinburg – Dithmarschen Süd auf Platz 3 der Landesliste der Grünen. Über diese zog sie in den 19. Deutschen Bundestag ein, wo sie abermals Sprecherin für Energiewirtschaft ihrer Fraktion wurde. Sie ist gegenwärtig Mitglied im Ausschuss für Wirtschaft und Energie und stellvertretendes Mitglied im Ausschuss für Verkehr und digitale Infrastruktur. Außerdem ist sie Mitglied im Beirat der Bundesnetzagentur. Bei der Bundestagswahl 2021 zog sie erneut in den Bundestag ein.
Bei der Bundestagswahl 2025 kandidiert sie nicht erneut.

## Privates
Nestle ist verheiratet und hat zwei Kinder.

## Schriften
- The costs of climate change in the agricultural sector: a comparison of two calculation approaches. Flensburg, Univ., Diss., 2012